# Hunain
Hunain (arabisch حنين, DMG Ḥunain) war der Name eines wasserreichen, mit Palmen bestandenen Wadis zwischen Mekka und at-Tā'if am Westabhang des Sarāt-Gebirges im Hedschas. Es war der Schauplatz einer berühmten Schlacht, die unmittelbar nach der Eroberung Mekkas durch Mohammed am 31. Januar 630 stattfand. Diese Schlacht wird als der „Tag von Hunain“ (yaum Ḥunain) auch im Koran (Sure 9:25) erwähnt. Im frühen neunten Jahrhundert erbaute Zubaida bint Dschaʿfar, die Gemahlin des abbasidischen Kalifen Hārūn ar-Raschīd (reg. 786–809), ein Aquädukt, das Wasser von Hunain in die Leitung von ʿAin al-Muschāsch leitete, die im 9. Jahrhundert die Grundlage der mekkanischen Wasserversorgung bildete. Auch die ʿAin Bāzān, die im Jahre 1326 von Amīr Tschūpān freigelegt wurde, bezog ihr Wasser wahrscheinlich zumindest teilweise von dem Ort her. Sie wurde in der zweiten Hälfte des 15. Jahrhunderts in ʿAin Hunain umbenannt.

## Lage und Benennung
Die Angaben zur Lage von Hunain bei den arabischen Geographen sind nicht sehr genau. Nach al-Wāqidī war das Wadi drei Nachtlager von Mekka entfernt. Derselbe Autor nennt es ein zerklüftetes Tihāma-Tal. Abū ʿUbaid al-Bakrī bezeichnet Hunain als ein Wadi zwischen Mekka und at-Tā'if, das mehr als zehn Meilen von Mekka entfernt war. Andere lokalisierten Hunain bei Dhū l-Madschāz. Innerhalb des Wadi von Hunain lagen Gärten mit Palmen und Fruchtfeldern. Das Wasser, das diese Gärten bewässerte, kam von einem hohen Berg, der Tād genannt wurde.
Yāqūt ar-Rūmī erklärt den Namen Ḥunain als Diminutivform entweder zu dem arabischen Wort ḥanān ("Liebe, Zärtlichkeit") oder zu ḥinn ("Stamm von den Dschinn"). Man erzählte auch, dass es nach einem Amalekiter namens Hunain ibn Qāniya ibn Mihlā'īl benannt worden sei.
Der saudische Historiker ʿĀtiq al-Bilādī (gest. 2010) identifiziert Hunain mit dem heutigen Wadi asch-Scharā'iʿ, an dem die Autostraße von Mekka nach at-Tā'if vorbeiführt. Dieses Wadi, das heute von Scherifen und Angehörigen des Stammes Hudhail bewohnt werde, liegt 26 Kilometer östlich von der Heiligen Moschee in Mekka und in 11 Kilometern Entfernung von der Grenze des Harams auf der Ausfallstraße in den Nadschd. Im oberen Teil wird das Wadi as-Sadr genannt, im unteren asch-Scharā'iʿ. Das Wasser strömt dann in das Wadi ʿUrana und anschließend nördlich an Dhū l-Madschāz vorbei. Ein Nebental davon ist das Wadi Yadʿān.

## Die Schlacht von Hunain
Die Schlacht von Hunain war eine Auseinandersetzung zwischen Mohammed und dem arabischen Stamm der Hawāzin und ihren Verbündeten, die auf den 10. Schauwāl des Jahres 8 der Hidschra (= 31. Januar 630) datiert wird. Sie begann damit, dass nach der Einnahme Mekkas durch Mohammeds Truppen die arabischen Stämme Thaqīf und Hawāzin unter Führung von Mālik ibn ʿAuf alle ihnen zur Verfügung stehenden Kräfte mobilisierten und in den Engpässen des Tals von Hunain Aufstellung nahmen, um dem zu erwartenden Angriff Mohammeds zuvorzukommen. Mohammeds Heer wurde bei Hunain durch den überraschenden Angriff der beduinischen Reiterscharen überrascht und musste trotz seiner Größe zunächst zurückweichen. Auf diesen Sachverhalt soll sich die Aussage in Sure 9:25 vom Tag von Hunain beziehen, "als ihr Gefallen an eurer Vielzahl gefunden hattet, sie euch aber nichts nutzte und euch das Land trotz seiner Weite eng wurde und ihr darauf die Flucht ergriffen hattet" (Übers. H. Bobzin). Während eines Augenblicks soll auch der Prophet in Gefahr geschwebt haben. Der schließliche Sieg Mohammeds über die Ungläubigen wird anknüpfend an Aussagen im Koran (Sure 9:26) in der islamischen Tradition auf das Eingreifen himmlischer Heerscharen zurückgeführt. Die Banū Nasr und die Thaqīf, die bei der Schlacht auf der Seite der Hawāzin gestanden hatten, zogen sich nach der Niederlage nach at-Tā'if zurück, die Hawāzin selbst flüchteten nach Autās. Mohammed setzte ihnen nach und zersprengte sie. Später zog er nach at-Tā'if und belagerte dort die Thaqīf.
Bei der Schlacht von Hunain wurde eine beträchtliche Anzahl von Gefangenen gemacht (die Quellen sprechen von 6000 Frauen und Kindern), und es wurden mehr als 24.000 Kamele erbeutet. In den Überlieferungen über die Prophetengefährten wird meist hervorgehoben, wenn sie bei Hunain standgehalten haben, weil dies als ein besonderes Verdienst galt.

## Die Wasserleitung von ʿAin Hunain
Als Anfang des 9. Jahrhunderts in Mekka große Wasserknappheit herrschte, kaufte Zubaida bint Dschaʿfar, die Gemahlin von Hārūn ar-Raschīd, den Garten (ḥāʾiṭ) von Hunain, leitete das Wasser aus seiner Quelle in ein Bassin und errichtete in dem Garten einen Damm, so dass sich das Wasser darin sammelte. Von dort aus führte sie ein Aquädukt nach Mekka, um auf diese Weise die Heilige Stadt mit Wasser zu versorgen. Der Bau dieser Wasserleitung, die ʿAin al-Muschāsch genannt wurde, wird auf das Jahr 194 der Hidschra (= 809/810 n. Chr.) datiert.
Im Jahre 1326 ließ Amīr Tschūpān eine alte Wasserleitung freilegen, die Wasser aus den östlich von Mekka gelegenen Bergen nach Mekka führte. Diese Leitung, die erst ʿAin Bāzān, dann ʿAin Hunain genannt wurde, bildete bis in die 1560er Jahre die Grundlage der mekkanischen Wasserversorgung. Es wird vermutet, dass die Leitung zumindest teilweise auf die ʿAin al-Muschāsch zurückgeht. In den 1560er Jahren wurde schließlich eine zweite Wasserleitung, die vom Wadi an-Naʿmān Wasser in die Ebene ʿArafāt brachte, unter großem Aufwand nach Mekka verlängert, wodurch die ʿAin-Hunain-Leitung an Bedeutung verlor.